# Зорин, Виктор Михайлович (генерал)
Виктор Михайлович Зорин  (род. 1942) — деятель советских и российских спецслужб, кандидат юридических наук, генерал-полковник, первый заместитель директора Федеральной службы безопасности Российской Федерации (1995—1998), начальник Главного управления специальных программ Президента России (1998—2000).

## Биография
Родился в 1942 году в городе Болхове Орловской области в семье военнослужащего.
С 1963 года после окончания Орловского государственного педагогического института работал учителем физики в средней школе в Чечено-Ингушской АССР. С 1964 года в органах госбезопасности — оперативный сотрудник КГБ СССР  Чечено-Ингушской АССР. В 1965 году окончил Высшие курсы КГБ в Минске. С 1967 года служил оперуполномоченным — аппарата Уполномоченного КГБ СССР Чечено-Ингушской АССР по городу Назрань, в УКГБ СССР по Орловской области в городе Ливны. С 1975 года после окончания курсов руководящего состава Высших курсов КГБ СССР в Киеве учился в аспирантуре Высшей Краснознамённой школе КГБ СССР имени Ф. Э. Дзержинского. С 1978 года — инспектор Инспекторского управления КГБ СССР.
С 1983 года — заместитель начальника секретариата и помощник заместителя председателя КГБ СССР В. П. Пирожкова, с 1986 года — заместитель начальника, с 1991 года — начальник 7-го управления КГБ СССР—КГБ РСФСР; по службе курировал в том числе и Спецподразделение «А».
С 1992 года — начальник Оперативно-поискового управления и Управления контрразведывательных операций МБР—ФСБ России. С 1995 года — первый заместитель директора Федеральной службы безопасности Российской Федерации и одновременно начальник Антитеррористического центра ФСБ России. С 1997 года — начальник департамента по борьбе с терроризмом ФСБ России. С 1998 по 2000 годы руководил Главным управлением специальных программ Президента Российской Федерации.
С 2000 года в отставке. С 2002 года — член Учёного совета и проректор, с 2015 года — советник ректора Российской академии народного хозяйства и государственной службы при Президенте РФ.

## Награды

### Ордена
- Орден Александра Невского (18.05.2017)
- Орден Почёта
- Орден Дружбы
- Орден Красной Звезды

### Знаки отличия
- Почётный сотрудник госбезопасности

### Почётные звания
- Почётный гражданин Орловской области (2017).
- Почётный гражданин Болховского района Орловской области (2012).